# Platycryptus undatus
Platycryptus undatus (лат.) — вид аранеоморфных пауков из семейства пауков-скакунчиков (Salticidae), распространённый в Северной и Центральной Америке. Самки достигают в длину от 10 до 13 мм, а самцы длиной от 8,5 до 9,5 мм. Окраска тела коричневая, лапы коричнево-чёрные с бежевыми полосами. Ареал вида охватывает территорию от Канады, США и Мексики до Сальвадора и Гватемалы. Паук обитает в смешанных лиственных лесах, любит жить вблизи человеческого жилья. Днём сидит в засаде на вертикальной поверхности, такой как ствол дерева, забор. Также прячется под корой дерева. Активен с середины мая по сентябрь. Зимуют в сплетённых защитных коконах до 50 особей. Паучата появляются летом.